# Joseph Habib Hitti
Joseph Habib Hitti (* 30. September 1925 in Aytou, Libanon; † 3. Februar 2022 in Beirut, Libanon) war ein libanesisch-australischer Geistlicher und maronitischer Bischof der Eparchie des Hl. Maron von Sydney. 

## Leben
Joseph Hitti empfing nach seiner philosophischen und theologischen Ausbildung an der Université Saint-Joseph in Beirut (1945) und dem internationalen Seminar in St-Sulpice in Paris am 24. März 1951 in Paris die Priesterweihe. 1951 wurde er an der Päpstlichen Lateranuniversität in Rom promoviert. Er war Sekretär des maronitischen Bischofs von Tripoli, Präsident und Richter am Maronite Unified Tribunal of Lebanon und Professor für Kanonisches Recht an der Université Saint-Joseph.
Papst Johannes Paul II. ernannte ihn am 23. November 1990 zum Bischof der Eparchie des Hl. Maron von Sydney. Der Papst persönlich spendete ihm am 6. Januar des nächsten Jahres die Bischofsweihe; Mitkonsekratoren waren die Kurienerzbischöfe Giovanni Battista Re, Substitut des Staatssekretariates, und Justin Francis Rigali, Sekretär der Kongregation für die Bischöfe. Am 4. März desselben Jahrs wurde Hitti ins Amt eingeführt.
Am 26. Oktober 2001 nahm Papst Johannes Paul II. seinen altersbedingten Rücktritt an.